# Camarophyllus griseorufescens
Camarophyllus griseorufescens är en svampart som beskrevs av E. Horak 1990. Camarophyllus griseorufescens ingår i släktet Camarophyllus och familjen Hygrophoraceae.   Inga underarter finns listade i Catalogue of Life.